# Щеркі
Щеркі (пол. Szczerki) — село в Польщі, у гміні Добронь Паб'яницького повіту Лодзинського воєводства.
У 1975—1998 роках село належало до Серадзького воєводства.